# 二日市站
二日市站（日语：／ Futsukaichi eki */?）是一個位於日本福岡縣筑紫野市二日市中央一丁目，屬於九州旅客鐵道（JR九州）鹿兒島本線的鐵路車站。車站編號是JB08。此站是九州鐵道（初代）開業時至今仍然現存的九州最古老車站之一。

## 車站結構
島式月台2面4線的地面車站。各月台以跨線橋連繫。

### 月台配置
| 月台 | 路線       | 方向 | 目的地                                     | 備註                                            |
| ---- | ---------- | ---- | ------------------------------------------ | ----------------------------------------------- |
| 1、2 | 鹿兒島本線 | 下行 | 久留米、大牟田方向／佐賀、長崎、佐世保方向 | 特急為1號月台開車                               |
| 3、4 | 鹿兒島本線 | 上行 | 博多、小倉方向                             | 但是此站的一部分在2號月台開車 特急在3號月台開車 |

## 历史
本站于1889年12月11日，由九州鐵道開通博多站與千歲川臨時站之間的鐵路時開始營運。1907年7月1日，九州鐵道國有化，由鐵道省接管。1909年10月12日，该站編為人吉本线，后于1909年11月21日編入鹿兒島本線。1987年4月1日，随着國鐵分割民營化，本站由九州旅客鐵道接管。

## 旅客统计
在2016财政年度，该站每天有7,457名乘客，為九州旅客鐵道繁忙程度排名第23位。 

## 相鄰車站
九州旅客鐵道
 鹿兒島本線
- 特急「豪斯登堡」「由布」停靠站
- 特急「鷗」「綠」一部分停靠站

■快速
大野城（JB05）－二日市（JB08）－原田（JB10）
■區間快速
大野城（JB05）－二日市（JB08）－（一部天拜山（JB09））－原田（JB10）
■區間快速（一部分列車）、■普通
都府樓南（JB07）－二日市（JB08）－天拜山（JB09）